# Škvorecký potok
Škvorecký potok je pravým přítokem Výmoly ve Středočeském kraji, protékající městysem Škvorec a Úvaly. Svůj název nese po obci Škvorec, kterou protéká.

## Průběh toku
Škvorecký potok pramení na křižovatce silnic (vedoucích do Třebohostic a Hradešína) na severu obce Doubek v okrese Praha-východ. Teče na sever a zahlubuje se do údolí, které po chvíli přechází v les. V lokalitě Čertovy doly do něj zprava přitéká potok tekoucí od silnice do Hradešína a následně tři krátké svodnice zleva, které jsou od sebe vzdáleny přibližně stejně. Jižně od Škvorce je další přítok zprava, tekoucí z polí jižně od Hradešína. V jižní části Škvorce napájí rybník Na Dolinách, meandruje a protéká středem městyse stále na sever. Jižní od Úval ho překonává silnice II/101. 
V úalské lokalitě Na Slovanech vtéká do rybníků Horní úvalský, Lhoták a Dolní úvalský, a zhruba na konci ulice U Starého koupadla se vlévá do Výmoly jako její pravostranný přítok. Zde je také přetnut silnicí I/12.